# Praia Grande (ilha de São Tomé)
A Praia Grande é uma praia do Arquipélago de São Tomé e Príncipe, localiza-se a Este da ilha de São Tomé na foz do Rio Caué, entre a Ponta de Monte Mário e a Praia Zongonhin, frente ao Ilhéu Quixibá.